# Double Soul
Double Soul è un film del 2023 scritto e diretto da Valerio Esposito.

## Trama
Due gemelle di aspetto identico ma diverse nell'anima per affermare ciò che vogliono essere e i rischi per ottenere quello che vogliono.

## Distribuzione
Il film è stato distribuito nelle sale cinematografiche italiane a partire dal 13 luglio 2023.